# Is It Any Wonder? (EP)
Pour les articles homonymes, voir Is It Any Wonder? (homonymie).
Is It Any Wonder? est un EP de David Bowie. Il se compose de six chansons rares ou inédites enregistrées entre 1995 et 1997, dont plusieurs chutes de l'album Earthling. Elles sont publiées en streaming par Parlophone du 8 janvier au 14 février 2020, à raison d'un titre par semaine.
Cet EP est également édité en vinyle et CD en édition limitée le 20 mars 2020. Sur ces supports physiques, la première version de The Man Who Sold the World est remplacée par Fun (Clownboy Mix).

## Histoire
The Man Who Sold the World (ChangesNowBowie Version) est publiée le 8 janvier. Elle fait partie des chansons enregistrées par Bowie pour l'émission de radio ChangesNowBowie diffusée par la BBC à l'occasion du cinquantième anniversaire du chanteur, le 8 janvier 1997. Il s'agit de versions à dominante acoustique de plusieurs de ses chansons favorites,.
I Can't Read '97 est publiée le 17 janvier. C'est une nouvelle version d'une composition de Bowie et Reeves Gabrels parue en 1989 sur le premier album du groupe Tin Machine. Le chanteur estime qu'il s'agit d'une de ses meilleures chansons et qu'elle mérite davantage de reconnaissance, ce qui l'incite à revenir dessus lors des séances d'enregistrement de Earthling. Cependant, à la demande de Gabrels, il décide à la dernière minute de ne pas l'inclure sur l'album au profit de The Last Thing You Should Do. Une autre version enregistrée au même moment est éditée en single et figure dans la bande originale du film Ice Storm.
Stay '97 est publiée le 24 janvier. Cette chanson, hybride de rock, de soul et de funk, est apparue en 1976 sur l'album Station to Station. Durant les répétitions préparatoires de la tournée Earthling Tour, Bowie la fait jouer à son groupe dans un arrangement remis au goût du jour. Cette version répétée est enregistrée et peaufinée ultérieurement comme potentielle face B d'un single, mais elle n'est finalement pas utilisée.
Baby Universal '97 est publiée le 31 janvier. Cette composition de Bowie et Gabrels a paru à l'origine en ouverture du deuxième album de Tin Machine, en 1991, ainsi qu'en single. Le chanteur la reprend sur scène en solo lors du Outside Summer Festivals Tour, en 1996, et décide d'en enregistrer une nouvelle version pour Earthling. Cette nouvelle version est censée figurer sur l'album entre I'm Afraid of Americans et Law (Earthlings on Fire), mais Bowie décide finalement de ne pas l'inclure à la demande de Gabrels.
Nuts est publiée le 7 février. Issue de la dernière séance d'enregistrement de Earthling, en novembre 1996, elle est écartée de l'album à la dernière minute. Cette chanson quasi-instrumentale est la seule de l'EP qui ne soit pas une reprise d'un morceau déjà connu de Bowie.
The Man Who Sold the World (Live Eno Mix) est publiée le 14 février. Il s'agit d'un enregistrement réalisé durant la tournée Outside Tour et retravaillé en studio par Brian Eno. Sa première parution remonte à novembre 1995, en face A du single Strangers When We Meet / The Man Who Sold the World (Live).
Fun trouve son origine dans la tournée Earthling Tour. Au milieu de la chanson Fame, la séquence « Is it any wonder? » donne régulièrement lieu à une jam drum and bass. Retravaillée en studio, elle donne naissance à un nouveau titre, d'abord baptisé Funhouse, puis simplement Fun. Remixée par Danny Saber, elle est publiée de manière limitée en 1998. Un autre remix, le « Dillinja Mix », paraît en 1999 sur l'album LiveAndWell.com,.

## Fiche technique

### Titres

#### Streaming
Toutes les chansons sont écrites et composées par David Bowie, sauf mention contraire.
| No | Titre                                                                                              | Auteur                                  | Durée |
| -- | -------------------------------------------------------------------------------------------------- | --------------------------------------- | ----- |
| 1. | The Man Who Sold the World (ChangesNowBowie Version) (enregistrement pour la BBC de novembre 1996) |                                         | 4:01  |
| 2. | I Can't Read '97 (chute inédite de Earthling)                                                      | David Bowie, Reeves Gabrels             | 5:29  |
| 3. | Stay '97 (réenregistrement inédit de 1996-1997)                                                    |                                         | 7:31  |
| 4. | Baby Universal '97 (chute inédite de Earthling)                                                    | David Bowie, Reeves Gabrels             | 3:13  |
| 5. | Nuts (chute inédite de Earthling)                                                                  | David Bowie, Reeves Gabrels, Mark Plati | 5:22  |
| 6. | The Man Who Sold the World (Live Eno Mix) (parue sur le single Strangers When We Meet en 1995)     |                                         | 3:34  |

#### Édition physique limitée
Toutes les chansons sont écrites et composées par David Bowie, sauf mention contraire.
| 1. | Baby Universal '97                                                      | David Bowie, Reeves Gabrels | 3:14 |
| 2. | Fun (Clownboy Mix) (enregistré en 1997, remixé par Danny Saber en 1998) |                             | 3:12 |
| 3. | Stay '97                                                                |                             | 7:32 |

| 4. | I Can't Read '97                          | David Bowie, Reeves Gabrels             | 5:27 |
| 5. | Nuts                                      | David Bowie, Reeves Gabrels, Mark Plati | 5:22 |
| 6. | The Man Who Sold the World (Live Eno Mix) |                                         | 3:35 |

### Musiciens
- David Bowie : chant
- Reeves Gabrels : guitares, synthétiseurs, chœurs
- Gail Ann Dorsey : basse et chœurs sur toutes les chansons sauf Nuts
- Mark Plati : claviers et programmation sur toutes les chansons sauf I Can't Read '97 et The Man Who Sold the World (Live Eno Mix)
- Mike Garson : piano et claviers sur I Can't Read '97, Stay '97, Baby Universal '97 et Fun (Clownboy Mix)
- Zachary Alford : batterie sur Stay '97, Baby Universal '97, The Man Who Sold the World (Live Eno Mix) et Fun (Clownboy Mix)
- Carlos Alomar : guitare sur The Man Who Sold the World (Live Eno Mix)
- Peter Schwartz : synthétiseurs sur The Man Who Sold the World (Live Eno Mix)
- Brian Eno : chœurs sur The Man Who Sold the World (Live Eno Mix)

### Classements
| Classement                    | Meilleure position |
| ----------------------------- | ------------------ |
| Royaume-Uni (UK Albums Chart) | 10                 |